# Аканэ, Томоко
Томоко Аканэ (яп. 赤根智子; род. 28 июня 1956) — японский юрист, председатель Международного уголовного суда с 11 марта 2024 года.

## Биография
Родилась 28 июня 1956 года в Нагое.
Училась в Токийском университете, после окончания которого стала государственным судьёй в 1982 году. За свою карьеру она занимала многие должности судебной системы. Аканэ приняла решение стать государственным судьёй из-за отсутствия возможностей, которые были предоставлены частным сектором женщинам и прокурорам. Аканэ была главным прокурором района Хакодате на Хоккайдо в период с 2010 по 2012 год, а затем была избрана государственным судьёй Верховного суда Японии. Она также проводила исследования в области реформирования уголовного правосудия в период с 2005 по 2006 год и была главой работала в Департаменте международного сотрудничества Министерстве юстиции.
Она была выдвинута в качестве кандидата в Международный уголовный суд в апреле 2016 года и была избрана судьёй 4 декабря 2017 года. Как судья Международного уголовного суда, она в основном занимается досудебным расследованием.
17 марта 2023 года был выдан ордер на арест президента России Владимира Путина за незаконную депортацию украинских детей в Россию во время российско-украинской войны. В ответ, 20 марта 2023 года, Россия возбудила уголовное расследование против Аканэ и некоторых других судей. В июле 2023 года Министерство внутренних дел России выдало ордер на арест всех судей, выдавших ордер.
В марте 2024 года Аканэ была избрана судьями председателем Международного уголовного суда на срок до 2027 года, став первой японкой, возглавившей Международный уголовный суд.